# Ichthyolestes pinfoldi
Ichthyolestes pinfoldi é uma espécie extinta de arqueocetídeo, intimamente relacionado com o  Pakicetus. A espécie é a única pertencente ao género Ichtyolestes ("ladrão de peixes"). O Ichthyolestes pinfoldi viveu durante o Eoceno, periodo há 50 milhões de anos, no Paquistão.